# Lophoptera meeki
Lophoptera meeki är en fjärilsart som beskrevs av Bethune-Baker 1906. Lophoptera meeki ingår i släktet Lophoptera och familjen nattflyn. Inga underarter finns listade i Catalogue of Life.